# Naturalismo (arte)
Naturalismo em arte se refere à descrição de objetos realísticos em ambientes naturais.
O movimento do Realismo do século XIX defendeu o naturalismo em reação às estilizadas e idealizadas representações de assuntos em Romantismo, mas muitos pintores adotaram uma aproximação semelhante durante os séculos. Exemplo de Naturalismo é a obra de arte do artista americano William Bliss Baker, cujas pinturas da paisagem são consideradas algumas dos melhores exemplos do movimento do naturalismo. Uma parte importante do movimento do naturalismo foi a perspectiva de vida de Darwin e sua visão da futilidade do homem contra as forças da natureza.  
O Naturalismo começou no início da era da Renascença, e se desenvolveu mais durante a Renascença, como por exemplo a Escola Florentina.
Naturalismo é um tipo de arte que presta atenção  em qualquer detalhe preciso e retrata objetos e coisas como são.